# Mimosema venata
Mimosema venata là một loài bướm đêm trong họ Geometridae.